# هانس وورنو
هانس وورنو (انگلیسی: Hannes Võrno؛ زادهٔ ۱ مهٔ ۱۹۶۹) بازیگر سینما، بازیگر تلویزیون، مجری تلویزیون، سیاستمدار و نماینده سابق مجلس اهل استونی است.